# Bundesstraße 313
Pour les articles homonymes, voir Route 313.
La Bundesstraße 313 est une Bundesstraße du Land de Bade-Wurtemberg.

## Géographie
La Bundesstraße 313 commence au croisement avec la Bundesstraße 10 à  Plochingen. Elle mène ensuite à travers la vallée de l'Echaz jusqu'à Engstingen dans le Jura souabe. Entre Gammertingen et Sigmaringen, où il franchit le Danube, elle a un tracé commun avec la B 32, en suivant la vallée de la Lauchert. Dans la zone de la rocade nord de Meßkirch, elle a un tracé commun avec la B 311, bifurque vers le sud à Heudorf, traverse Stockach et se termine à la jonction avec la B 34 à Espasingen.
En 2019, la Kreisstraße 6165 entre la jonction Stockach Ouest de la Bundesautobahn 98 et la B 313 au sud de l'A 98 est modernisée en B 313 Ast.
En octobre 2020, on annonce des projets d'extension de la B 313 du triangle de Plochingen à la jonction de Mundelsheim de la Bundesautobahn 81. La Bundesstraße circulerait alors avec les B 10 et B 14 jusqu'à Backnang. Après la Landesstraße 1115 entre Backnang et Mundelsheim pourrait être agrandie en trois voies et transformée en B 313.

## Histoire
La route de Stockach à Meßkirch devient une chaussée en 1765. La section suivante de Meßkirch à Sigmaringen est étendue en une route pavée entre 1769 et 1770.
La route de Großengstingen à Gammertingen est construite sous le nom de Vicinalstraße à partir de 1822 et est sur le point d'être achevée en 1824. En 1861, il est inclus dans les Staatsstraße et désormais appelé Staatsstraße Nr. 73 dans le Wurtemberg.
Le répertoire des Landstraße du pays de Bade du 1er juillet 1901 établit la Bundesstraße 313 actuelle en deux sections différentes :
- La badische Staatsstraße Nr. 62 de Schaffhausen à Ulm
- La badische Staatsstraße Nr. 63 de Meßkirch à Sigmaringen.

Du côté du Wurtemberg, on comprend :
- La württembergische Staatsstraße Nr. 71 de Metzingen à Reutlingen.
- La württembergische Staatsstraße Nr. 72 de Reutlingen à Riedlingen.
- La württembergische Staatsstraße Nr. 73 de Gammertingen à Großengstingen.

La Reichsstraße 313 est instituée en 1937.

## Source
- (de) Cet article est partiellement ou en totalité issu de l’article de Wikipédia en allemand intitulé « Bundesstraße 313 » (voir la liste des auteurs).

1. ↑  (de) « Die Bundes- und Reichsstraßen in Deutschland - Nr. 166 bis 327 » [archive du 18 février 2009], sur home.arcor.de (consulté le 16 juillet 2025)